# Гафур
Гафур (араб. غفور‎ - «Прощающий») — одно из имён Аллаха, а также антропоним арабского происхождения, происходит от глагола «гфр» — «прощать». Имя является однокоренным с именами Гаффар и Магфира. Среди однокоренных слов есть транскрибированные на русский язык слова «гуфран» (прощение; Гуфран - мусульманская организация в Уфе) и Сура Гафир (40-я сура Корана).
Как имя Аллаха имя «Гафур» многократно встречается в Коране: 22:173, 182, 192, 218, 225—226, 235; 3:31, 89, 129, 155; 4:25; 6:145; 8:69; 16:110, 119; 35:28; 40:3; 41:32; 42:23; 57:28; 60:7.
Примеры использования антропонима:
- Гафур Гулям (1903—1966) — узбекский поэт, публицист.
- Кулахметов, Гафур Юнусович (1881—1918) — татарский писатель, переводчик, драматург, революционер.

Фамилия:
- Гафуров
- Аль-Гифари
  - Абу Зарр аль-Гифари

Топоним
- В Иране есть несколько деревень с названием Гафурабад.
- Гафуров (посёлок)
- Гафури (Буздякский район)